# 大津大神宮
大津大神宮（おおつだいじんぐう）は、滋賀県大津市にある神社。

## 祭神
- 主祭神 - 天照皇大神宮、豊受大神宮

## 歴史
当社は、1878年（明治11年）10月20日に久邇宮朝彦親王の御令旨によって神宮奉斎会滋賀県地方本部奉斎所として大津市下栄町に社殿が建立され、天照皇大神宮を奉斎したのが創始である。
1898年（明治31年）10月20日には豊受大神宮を合祀し、大津市甚七町に社殿を新築して移転した。
1929年（昭和4年）5月に現在の滋賀県神社庁（神社庁会館）のある長等公園内の清祥景勝の地を大津市より無償借地され、甚七町から社殿を移築し、社務所斎館は新築された。
当社は、1946年（昭和21年）まで神宮奉斎会滋賀県地方本部奉斎所として県内への神宮奉斎にかかる啓発運動の中心拠点としてその役を担ってきたが、同年に大津大神宮と名称を改めた。
すぐ南に慶祚大阿闍梨入定窟がある。

## 境内
- 本殿 - 1898年（明治31年）に再建。1929年（昭和4年）に現在地に移築。
- 社務所斎館 - 1929年（昭和4年）建立。
- 滋賀県神社庁

## 所在地
- 滋賀県大津市小関町3

## アクセス
- 京阪京津線 上栄町駅より徒歩約10分